# Leistera splendens
Leistera splendens är en fjärilsart som beskrevs av Bethune-Baker 1906. Leistera splendens ingår i släktet Leistera och familjen nattflyn. Inga underarter finns listade i Catalogue of Life.